# Aparhant
Aparhant je velká vesnice v Maďarsku v župě Tolna, spadající pod okres Bonyhád. Vznikla v roce 1940 sloučením dvou obcí Apar a Hant. Nachází se asi 4 km severozápadně od Bonyhádu. V roce 2015 zde žilo 1 009 obyvatel, z nichž jsou (dle údajů z roku 2011) 91,4 % Maďaři, 10,5 % Němci, 3 % Romové a 0,4 % Slováci.
Sousedními vesnicemi jsou Györe, Izmény, Mucsfa a Nagyvejke, sousedním městem Bonyhád.